# Tulio Manuel Chirivella Varela
Tulio Manuel Chirivella Varela (Aguirre, Venezuela; 14 de noviembre de 1932-Miami, Estados Unidos; 10 de abril de 2021) fue un arzobispo católico venezolano. Arzobispo de Barquisimeto (1974-2007) y arzobispo emérito (2007-2021).

## Biografía
Fue ordenado sacerdote el 11 de noviembre de 1956. Formaba parte de los sacerdotes de la Arquidiócesis de Barquisimeto incardinado. 

## Episcopado
El 5 de abril de 1974, el Papa Pablo VI lo designó II Obispo de la Diócesis de Margarita.
Recibió la Consagración Episcopal el 9 de junio de 1974, por el Emmo. Sr. Cardenal José Humberto Quintero, Arzobispo de Caracas, como consagrante principal; con Mons. Luis Eduardo Henríquez Jiménez, Obispo de Valencia en Venezuela, y Mons. Francisco de Guruceaga Iturriza, Obispo de La Guaira.

### Arzobispo de Barquisimeto
El 18 de octubre de 1982, el Papa Juan Pablo II lo nombró II Arzobispo Metropolitano de la Arquidiócesis de Barquisimeto. 
Tomó posesión canónica de la Sede Episcopal el 11 de noviembre de 1982.
Fue vicepresidente de la conferencia episcopal de Venezuela en dos ocasiones: de 1987 a 1990 y de 1990 a 1993; siendo nombrado presidente de la misma desde julio de 1996 hasta julio de 1999. 

### Administrador Apostólico de Maracaibo
El 28 de junio de 1999, el Papa Juan Pablo II lo nombró Administrador Apostólico de la Arquidiócesis de Maracaibo, ostentando el cargo hasta el año 2001, cuando el Excmo. Mons. Ubaldo Ramón Santana Sequera, nombrado el 11 de noviembre de 2000, tomó posesión de la Sede Episcopal de Maracaibo.

### Dimisión como Arzobispo de Barquisimeto
El 22 de diciembre de 2007, el Papa Benedicto XVI aceptó su renuncia al gobierno pastoral del Arzobispado de Barquisimeto por motivos de edad, siendo sucedido por el Excmo. Mons. Antonio José López Castillo.
Tras su retiro se estableció en Miami, Estados Unidos hasta la fecha de su fallecimiento el 1 de abril de 2021, a los 88 años de edad.